# Diether von Isenburg
Diether von Isenburg (1412 – Aschaffenburg, 7 maggio 1482) è stato un vescovo cattolico tedesco, per due volte arcivescovo di Magonza, e fu protagonista di quella che si chiamò la Faida di Magonza.
Come arcivescovo di Magonza, fu elettore e cancelliere della Germania.

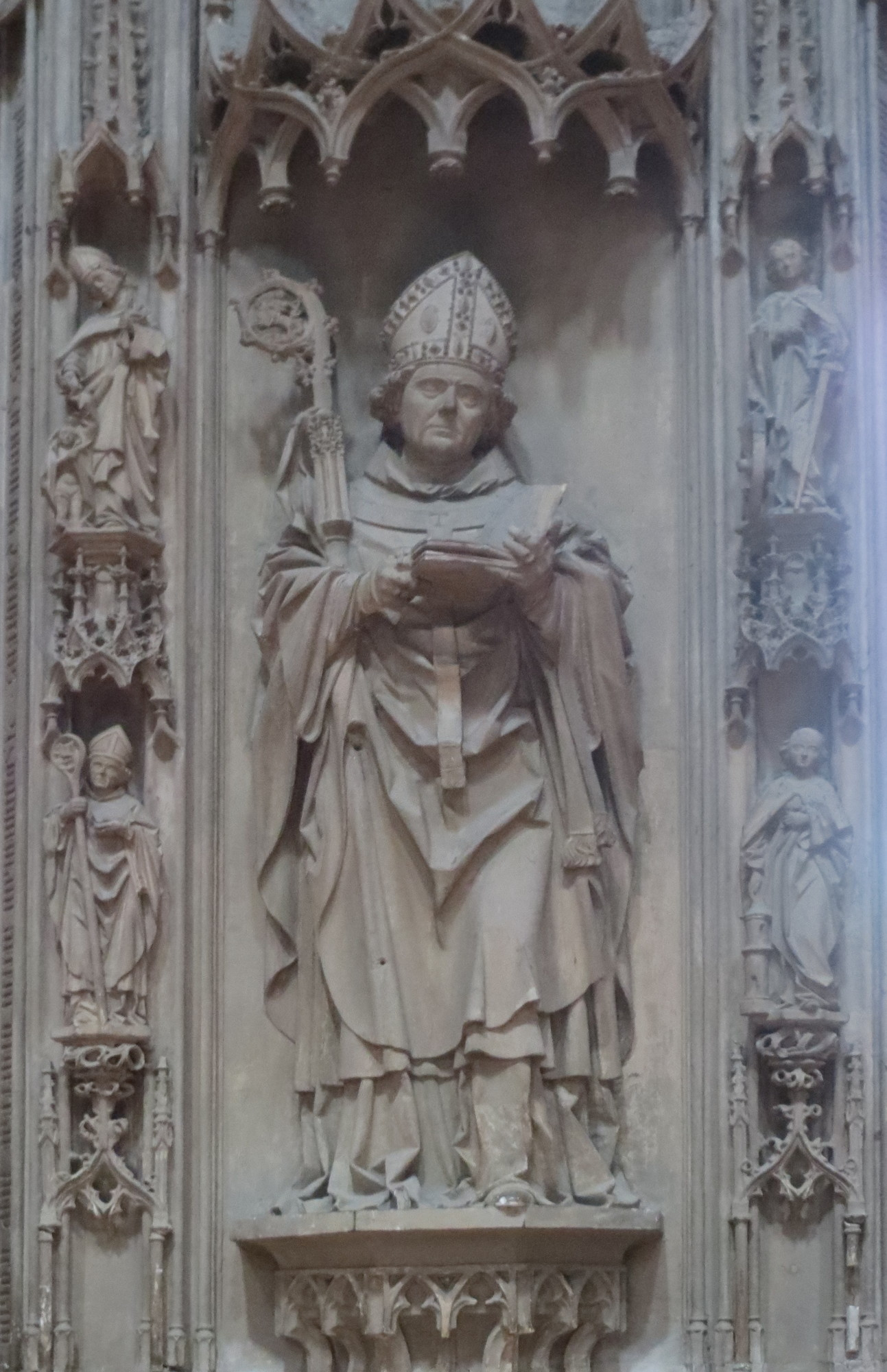
La tomba nella cattedrale di Magonza

## Biografia
I suoi genitori erano il conte Diether I di Isenburg-Büdingen (menzionato dal 1442 e morto il 20 novembre 1461) e di sua moglie Elisabeth von Solms-Braunfels (morta il 17 luglio 1451). Diether era stato destinato allo stato ecclesiale, perché suo fratello maggiore Johann sarebbe dovuto succedere al padre nel titolo di conte. Johann, tuttavia, decise all'età di 21 anni, di entrare in un monastero, così che (caso piuttosto insolito) il fratello minore Ludwig fu nominato conte. Diether studiò a Colonia e poi a Erfurt, dove divenne rettore nel 1434, quindi andò a Magonza, dove fu canonico dal 1427 e custode del Duomo dal 1453. 
Quando fu eletto arcivescovo di Treviri, nel 1456, Diether non fu in grado di prevalere contro Johann II von Baden perché aveva solo una minoranza alle spalle nel capitolo della cattedrale. 
Dopo essersi impegnato a unirsi alla federazione del defunto elettore e arcivescovo di Magonza, Dietrich Schenk von Erbach, con l'elettore e il margravio del Brandeburgo, Alberto III, contro l'elettore e il conte palatino del Reno, Federico I,  il 1º giugno 1459 fu eletto arcivescovo di Magonza con una piccola maggioranza a scapito di Adolfo di Nassau, ma non fu confermato dal papa. 
Nel 1461 Diether convocò una Dieta a Norimberga, durante la quale fece una campagna per una riforma imperiale e della chiesa. Così chiese con forza l'abolizione delle richieste papali. 

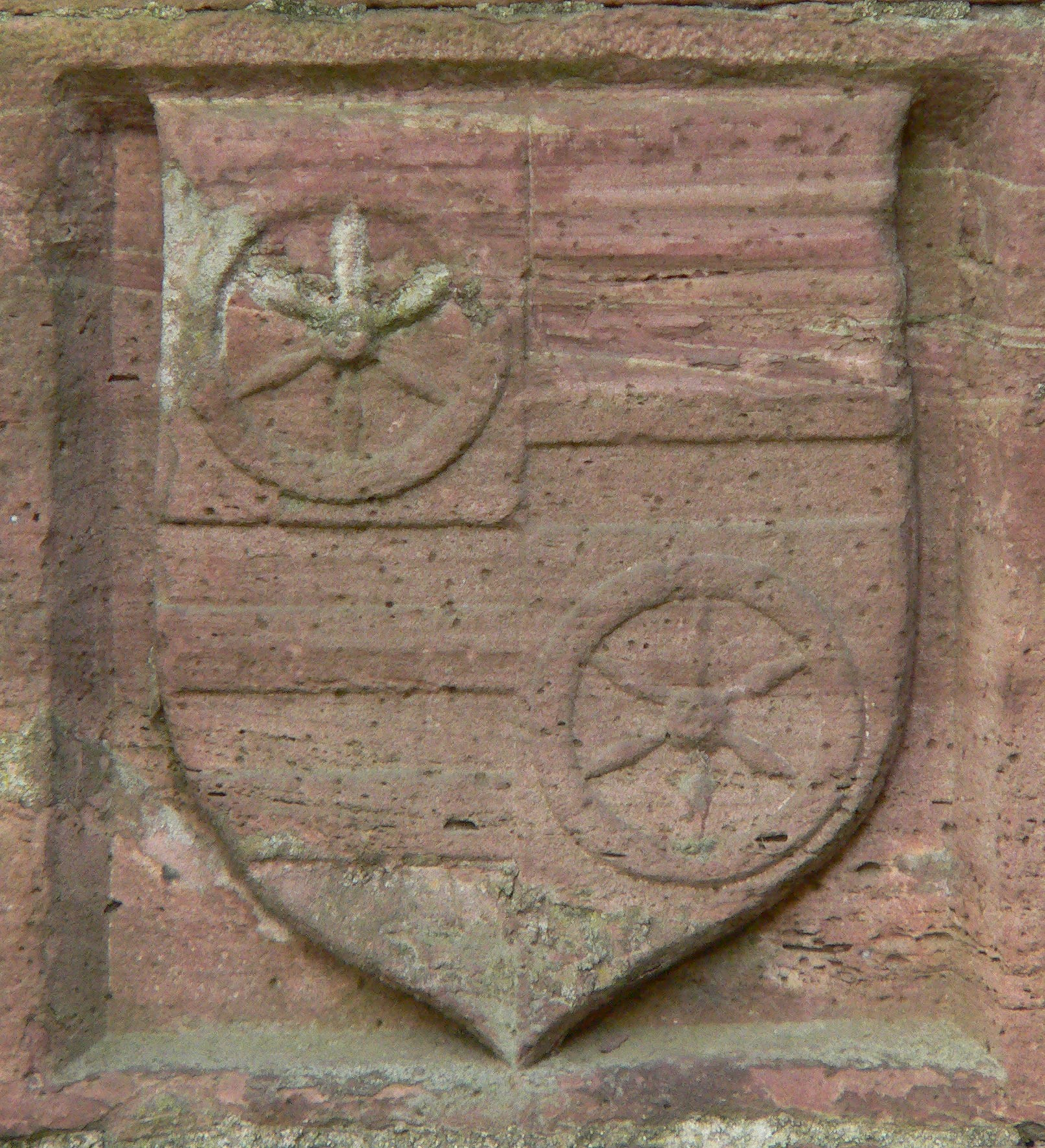
Stemma di Diether von Isenburg sul muro più alto della città

A causa della sua posizione critica nei confronti di papa Pio II e dell'imperatore Federico III si venne a determinare un conflitto, la cosiddetta Faida di Magonza. 
Dal momento che Diether rifiutò di rinunciare ai suoi tentativi di riforma, il 21 agosto 1461 fu deposto e il papa gli lanciò un anatema. Lui lo contrastò con la violenza e iniziò una guerra devastante contro il nuovo arcivescovo Adolfo di Nassau, nominato dal papa, ed i suoi alleati, dalla quale ne uscì sconfitto. Le truppe di Adolfo, nella notte del 28 ottobre 1462, conquistarono la città di Magonza. Fino ad allora, i cittadini di Magonza erano rimasti fedeli a Diether, ma ora lui e i suoi seguaci dovevano fuggire dalla città - tra questi anche Johannes Gutenberg. Quella notte vennero uccise 400 persone, e altre 400 furono cacciate dalla città. La faida ebbe fine il 5 ottobre 1463 con la pace di Zeilsheim, firmata sotto un albero in un campo vicino a Zeilsheim. Diether ricevette i territori di Höchst, Steinheim e Dieburg e si trasferì nel castello di Höchster. 
Quando Adolfo di Nassau fu sul letto di morte, nel 1475, propose il suo predecessore ed ex avversario Diether come suo successore. Il 9 novembre del 1475 Diether von Isenburg fu rieletto arcivescovo. Questa volta la scelta fu confermata da Papa Sisto IV. 
Non si sforzò più di attuare riforme di vasta portata, e da quel momento in poi tentò di attuare una rigida disciplina ecclesiale. Ad esempio, ordinò la fine del pellegrinaggio di Niklas nel 1476 e diresse il processo contro l'eretico Johann von Wesel. A Roma fu temporaneamente primus inter pares. 
Nel 1477 Diether fondò l'Università di Magonza. Dopo la sua morte, nel 1482, fu sepolto nella cattedrale di Magonza.